# Trimerophoron bensai
Trimerophoron bensai är en mångfotingart som beskrevs av Manfredi 1935. Trimerophoron bensai ingår i släktet Trimerophoron och familjen Neoatractosomatidae. Inga underarter finns listade i Catalogue of Life.